# Atractosteus spatula
Cá láng lớn Bắc Mỹ (tên khoa học Atractosteus spatula) là một loài cá trong họ Lepisosteidae.

## Đặc điểm
Các mẫu hóa thạch dấu vết tồn tại của chúng đã có từ hơn một trăm triệu năm trước. Chúng là loài lớn nhất họ Cá láng, cũng như một trong những cá nước ngọt lớn nhất Bắc Mỹ. A. spatula được gọi là hóa thạch sống vì chúng còn giữ lại những đặc điểm hình thái học của các tổ tiên cổ xưa, ví dụ như van xoắn tại ruột, đây là một bộ phận thường thấy ở cá mập, giúp chúng có thể thở cả trong nước và không khí. Về lý thuyết, chúng có thể phát triển chiều dài lên đến 10 ft (3,0 m) và nặng 300 lb (140 kg); tuy nhiên, năm 2011 cá thể lớn nhất bị bắt, với số đo chính thức dài 8 ft 5+1⁄4 in (2,572 m), nặng 327 lb (148 kg).
Chúng có thể thích ứng với các độ mặn khác nhau, từ các hồ nước ngọt, đầm lầy nước lợ, cửa sông và vịnh dọc theo Vịnh Mexico. Trong gần một nửa thế kỷ, chúng được coi là "cá tạp", hay một "loài phiền toái" có hại cho dân chơi câu cá, và do đó mục tiêu cho việc loại bỏ bởi chính quyền bang và liên bang ở Hoa Kỳ. Sau đó chúng đã được bảo vệ.

## Thức ăn
Cá láng lớn Bắc Mỹ thường ăn các loại cá nhỏ,tôm tép,...đến các động vật nhỏ.

## Sinh sản
Cá láng lớn Bắc Mỹ đẻ trứng ở các giá thể,chúng không chăm sóc trứng và có thể ăn trứng.